# Ерлінсбах (Ааргау)
Ерлінсбах (нім. Erlinsbach AG) — громада  в Швейцарії в кантоні Ааргау, округ Аарау.

## Географія
Громада розташована на відстані близько 70 км на північний схід від Берна, 3 км на північний захід від Аарау.
Ерлінсбах має площу 9,9 км², з яких на 12,6% дозволяється будівництво (житлове та будівництво доріг), 32,9% використовуються в сільськогосподарських цілях, 53,3% зайнято лісами, 1,2% не є продуктивними (річки, льодовики або гори).

## Демографія
2019 року в громаді мешкало 4252 особи (+19,2% порівняно з 2010 роком), іноземців було 17,3%. Густота населення становила 431 осіб/км².
За віковим діапазоном населення розподілялося таким чином: 19,6% — особи молодші 20 років, 58,2% — особи у віці 20—64 років, 22,1% — особи у віці 65 років та старші. Було 1837 помешкань (у середньому 2,3 особи в помешканні).
Із загальної кількості 992 працюючих 56 було зайнятих в первинному секторі, 87 — в обробній промисловості, 849 — в галузі послуг.